# J.R. Martin
James Robert Martin (1950) é um linguista conhecido por seu trabalho na "Escola de Sydney" da linguística sistêmico-funcional, sendo professor na Universidade de Sydney. Suas pesquisas mais conhecidas envolvem gêneros do discurso, a avaliatividade, a multimodalidade e questões de educação.

## Vida acadêmica
Martin foi eleito membro da Academia Australiana de Humanidades em 1998 e ganhou uma medalha por serviços em linguística e filologia em 2003.